# Unionville (Michigan)
Pour les articles homonymes, voir Unionville.
Unionville est un village situé dans le comté de Tuscola dans l'état du Michigan.
Sa population était de 508 habitants en 2010.